# Sbarro Orbital Wheel
La Sbarro Orbital Wheel è una motocicletta realizzata dalla Sbarro Mottas Engineering nel 1989. 

## Sviluppo
La moto venne realizzata dal designer svizzero Franco Sbarro in collaborazione con l'industriale Dominique Motta per mostrare i vantaggi dell'impiego sui mezzi di trasporto di ruote che non fossero dotate di assi. Ne vennero realizzate tre prima del 1991, anno in cui Sbarro vendette la sua quota azionaria alla famiglia Motta ed uscì dall'azienda. Questi ultimi tentarono di portare avanti la produzione del mezzo ma senza successo. 

## Tecnica
Le ruote del mezzo erano prive di asse ed erano sostenute da una struttura divisa in due parti: la prima era costituita da una parte rotante che comprendeva lo pneumatico, il cerchione senza sezione centrale e un anello in acciaio che fungeva da freno, mentre la seconda era una parte fissa nel quale erano comprese la sospensione, l'asse dello sterzo e la pinza del freno. Ciò permetteva di abbassare il baricentro del veicolo e di ottenere così una migliore tenuta di strada.